# Đạo luật bán hàng Đan Mạch
Đạo luật bán hàng của Đan Mạch (tiếng Đan Mạch: Købeloven; Đạo luật hợp nhất số 237 ngày 28 tháng 3 năm 2003) đưa ra các quy tắc thương mại khác nhau giữa các công ty (bán hàng thương mại) và giữa các công ty và người tiêu dùng (bán hàng tiêu dùng).

## Ý chính
- Giao hàng quá hạn hoặc hàng hóabị lỗi được coi là vi phạm hợp đồng thuộc phần của người bán.
- Thanh toán quá hạn hoặc không thanh toán được coi là vi phạm chính của hợp đồng thuộc phần của người mua.
- Vi phạm hợp đồng của người bán có thể khiến khách hàng yêu cầubồi thường thiệt hại, hủy bỏ hợp đồng bán hoặc yêu cầu giao hàng để thay thế sản phẩm bị lỗi.
- Các quy tắc bán hàng thương mại là những quy định hạn chế nhất.
- Nếu gặp bất kỳ sự chậm trễ nào, khách hàng có thể hủy bỏ hợp đồng bán hoặc yêu cầu bồi thường thiệt hại (nếu hàng hóa phải được mua ở nơi khác với mức giá cao hơn).
- Hàng hóa bị lỗi thuộc bất kỳ loại nào phải được báo cáo ngay cho người bán.
- Các điều khoản của Đạo luật bán hàng về hàng hóa bị lỗi và giao hàng quá hạn có thể được chuyển đi từ các điều khoản bán và giao hàng. Tuy nhiên, hầu hết các giao dịch đã đặt ra từng phong tục riêng lẻ ngăn cản toàn bộ trách nhiệm của bất kỳ điều khoản nào. Nếu không, họ sẽ không bao giờ thấy bất kỳ khách hàng nào.[1]